# Georg Michael Nahm
Georg Michael Nahm (* 23. Oktober 1803 in Kriegsfeld; † Februar 1834 in Frankfurt am Main) war ein deutscher Revolutionär und Teilnehmer am Frankfurter Wachensturm.

## Leben
Georg Nahm, ein Sohn eines Försters, besuchte das Gymnasium in Speyer und studierte Rechtswissenschaften in Würzburg, wo er Mitglied des Corps Rhenania war. 1828 wechselte er nach Heidelberg und trat dort 1828 der Alten Heidelberger Burschenschaft bei. Im Oktober 1829 setzte er seine Studien in Erlangen fort und war dort 1829 Mitglied der Burschenschaft Germania Erlangen. Nach Beendigung seiner Studien wurde er Lehrer am Erziehungsinstitut des Dr. Bunsen in Frankfurt am Main. Er war dort aktiv am Frankfurter Wachensturm beteiligt, wurde verhaftet und starb im Februar 1834 in der Untersuchungshaft.